# Elegia a opta, hiporboreeana
„Elegia a opta, hiporboreeana” este a opta poezie-elegie de Nichita Stănescu din volumul 11 elegii, apărut în 1966. 

## Comentarii
Poemului i s-a acordat o atenție sporită din partea criticii, textul cucerind, în special prin invocarea acelui ținut mitic - Hiperboreea. „În acest spațiu simbolic - gnoseologic - are loc, de fapt, o nouă naștere a ființei ca ființă cunoscătoare; nu o naștere «absolută» ca până acum, ci ulterioară zămislirii propriu-zise, din «neant»: sinele «știutor» este (re)născut viu”, afirmă Cristian Moraru. (Nichita Stănescu - sistemul poetic, postfață la vol. Nichita Stănescu: Poezii, Editura Minerva, 1988, p. 358). În schimb, Eugen Simion îi atribuie poetului paternitatea acestui ținut, atunci când afirmă că în a opta elegie, „una dintre cele mai frumoase, (Nichita) creează o țară nouă, Hiperboreea, locuită de ideile pure și uriașe, un fel de peșteră platoniciană, unde sunt primiți și poeții” ( Scriitori români de azi, I, 1978, p.181). Despre „o nouă naștere a făpturii” a vorbit și Ion Pop, în monografia din 1980, apelul fiind rostit de Ea - „prezență anonimă, poate emblemă a maternității”. Altfel spus, „Hiperboreea este de fapt o zonă-limită între material și spiritual”, iar „elegia a opta (...) construiește (...) modelul unui act de inițiere angajat de acea voce anonimă - Ea – care e însuși principiul existenței, Muma arhetipală, mitică...” (Ion Pop, monografia, 1980, p. 62-63, 66). Ștefania Mincu apreciază că invocatul ținut este „simbolul unui spațiu al cunoașterii, un spațiu în care se plonjează cu sufletul «dezbrăcat» de trup într-un ocean primordial...”, dar „nașterea hiperboreeană e doar în minte, nu adevărată”, căci Nichita e un „poet al lucidității”, motiv pentru care refuză „visul și evaziunea”. Alex. Ștefănescu conchide: „Elegia a opta este un poem frumos luat în sine, fără apartenență la ansamblul elegiilor. Poetul exprimă un avânt către un Nord abstract”.